# Déchets agricoles
Les déchets agricoles sont des résidus végétaux issus de l'agriculture. Ces flux de déchets proviennent des cultures arables et de l’horticulture. Les déchets agricoles sont composés de toutes les parties des récoltes qui ne sont pas utilisées pour l’alimentation humaine ou animale. Il s’agit principalement de tiges et de feuilles. On estime qu’en moyenne, 80 % de la plante constituent des déchets agricoles.
Les cultures agricoles les plus fréquentes dans le monde sont la canne à sucre, le maïs, les céréales et le riz. Le poids total de toutes ces cultures est de plus de 16 500 milliards de kg par an. Comme 80 % de ce total sont des déchets agricoles, il reste plusieurs dizaines de milliers de milliards de kilos de déchets agricoles dans le monde. Environ 700 millions de tonnes de déchets agricoles sont produites chaque année par l’UE.

## Histoire
Les déchets agricoles existent depuis que les humains ont commencé à cultiver, il y a plus de dix mille ans. Lorsque les gens ont commencé à cultiver, les déchets agricoles n’étaient pas seulement brûlés ou abandonnés. Ils étaient recyclés. Par exemple, des déchets agricoles vieux de quelque 12 000 ans ont été trouvés en Écosse, on les utilisait comme compost pour améliorer les résultats agricoles. On sait, grâce à des sources écrites, que les déchets agricoles étaient aussi fréquemment réutilisés en Mésopotamie, en Grèce, à Rome et en Chine.
Aux Pays Bas, le carton-paille était fabriqué à partir de déchets agricoles. On a produit du carton à partir de paille, entre 1870 et 1970 dans le nord des Pays Bas, ainsi que dans les provinces allemandes voisines.

## Recyclage des déchets agricoles

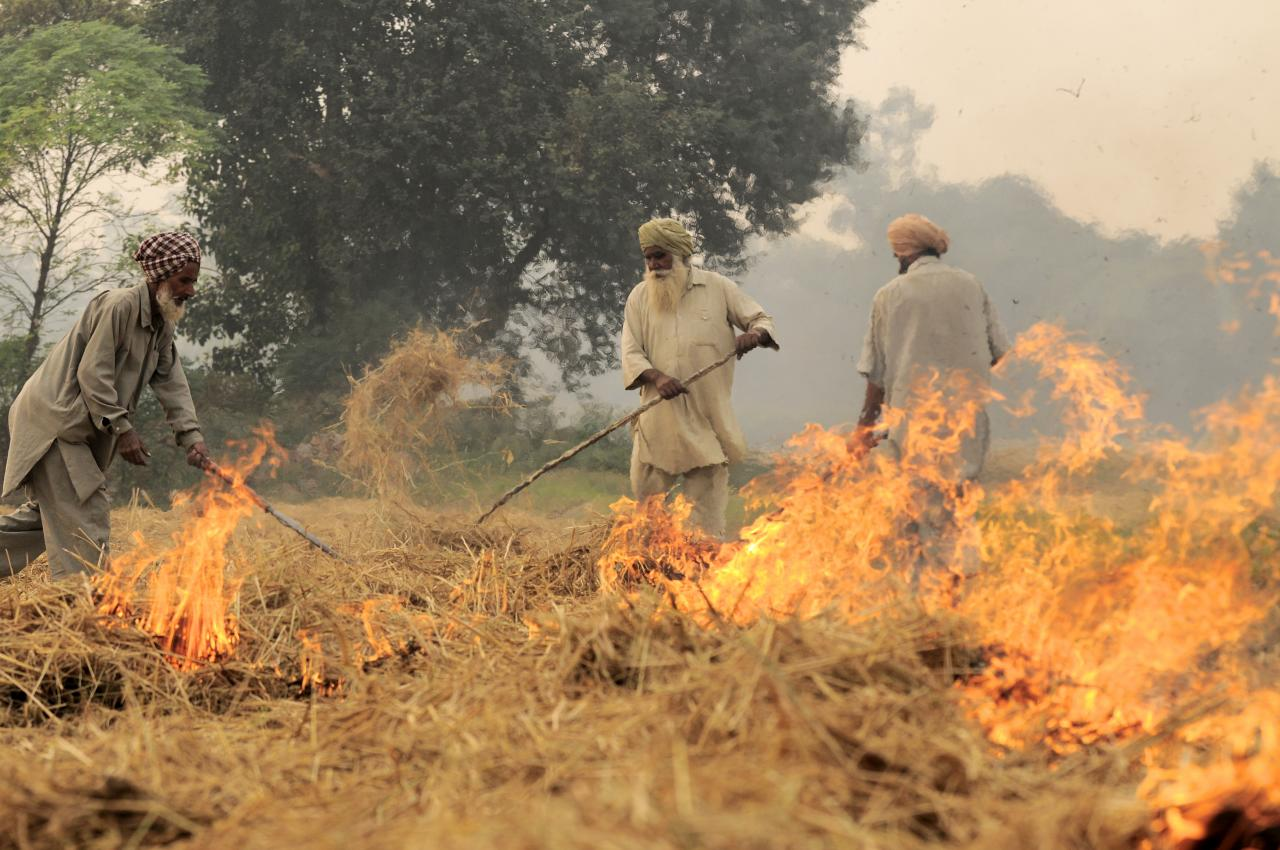
Brûler des résidus de riz dans le sud-est du Pendjab, en Inde, avant la saison du blé

Encore aujourd’hui, on brûle du chaume dans des pays comme la Chine et l’Inde.
Les déchets agricoles sont principalement composés de cellulose, d’hémicellulose et de lignine. L’industrie s’efforce actuellement de trouver des applications plus nombreuses et de plus grande valeur pour ces substances.
Les déchets agricoles sont peu digestibles et, non transformés, ils ne conviennent pas comme aliments pour animaux. Une très petite proportion des déchets agricoles disponibles dans le monde finit dans les écuries comme litière.
La composition des déchets agricoles en elle-même ne convient pas comme fumier, mais peut améliorer la structure du sol si elle est utilisée avec modération. Un labourage trop intense et fréquent des déchets agricoles a des effets négatifs sur la qualité du sol.
Dans le monde, la plupart des déchets agricoles sont brûlés, soit comme biomasse dans les centrales électriques, soit simplement dans les champs. Brûler les déchets agricoles dans le champ est appelé l’écobuage, c’est encore courant dans des pays comme la Chine et l’Inde où vit un tiers de la population mondiale. Au lieu d’être réutilisées pour fabriquer de nouveaux produits, les précieux déchets agricoles sont transformés en CO2, en smog, en particules et en cendres.
Aujourd’hui, les déchets agricoles sont de plus en plus utilisés pour de nouvelles applications. Trois catégories de substances sont principalement extraites des déchets agricoles : les protéines, les matériaux contenant de la cellulose et les substances bioactives telles que les huiles essentielles et les caroténoïdes. Le fait qu’on arrive de plus en plus à isoler ces substances précieuses sous une forme pure augmente la valeur économique des déchets agricoles.

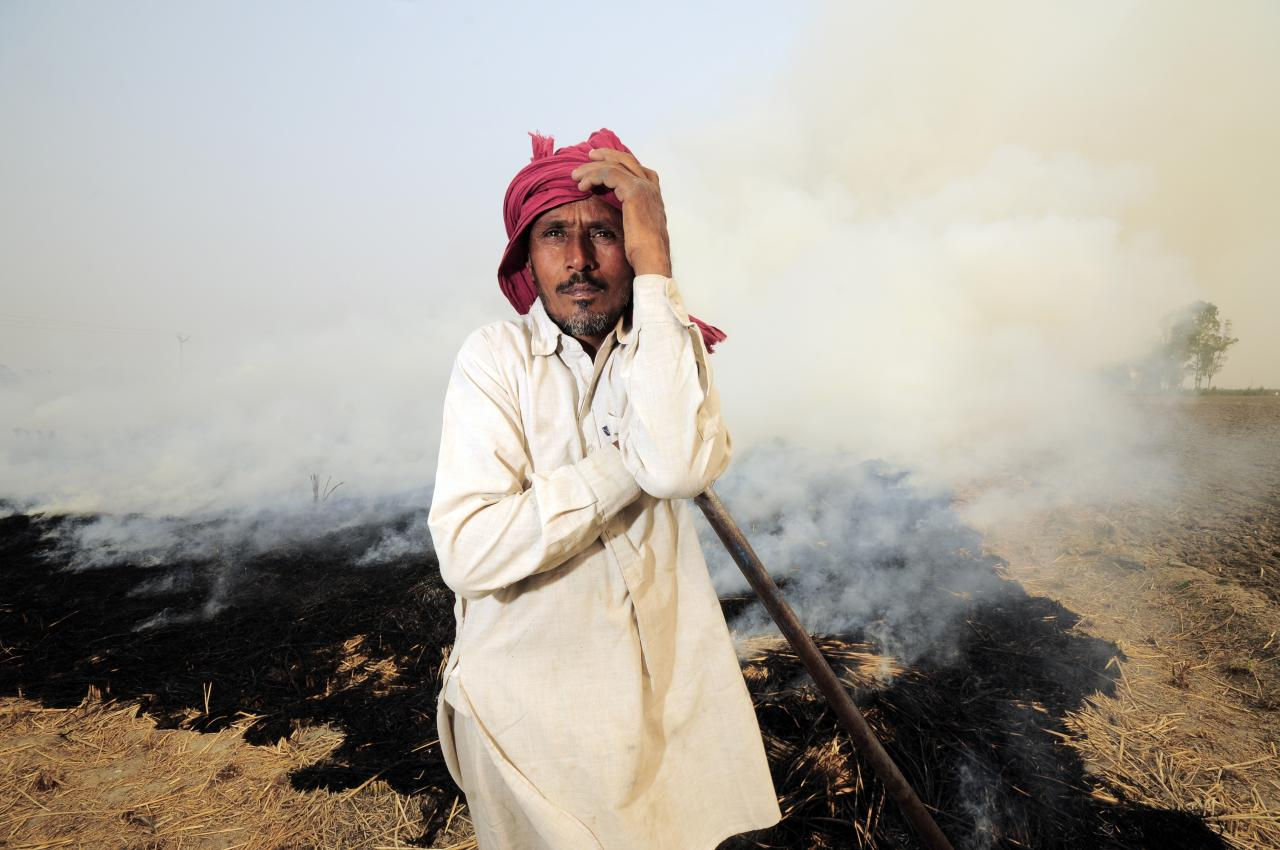
Agriculteurs brûler les déchets agricoles à grande échelle, ce qui entraîne notamment du smog.

## Impact des déchets agricoles sur l’environnement
La population humaine et la quantité de bétail augmentent, c’est de là que vient la demande croissante de nourriture. L’Européen moyen devrait consommer quotidiennement 165 grammes de viande par personne. Les habitants du monde entier consomment en moyenne 75 livres de viande par personne et par an. La consommation mondiale de viande a plus que doublé depuis 1990. Produire 1 kg de viande de bœuf nécessite en moyenne 25 kg de cultures. La production de toute cette nourriture entraîne aussi de plus en plus de déchets agricoles.
En grandes quantités, les déchets agricoles peuvent avoir un impact négatif sur l’environnement et l’habitat, par exemple en émettant des gaz à effet de serre, en créant des odeurs désagréables et des liquides toxiques qui peuvent s’infiltrer dans les sources, en permettant la multiplication des nuisibles.
Le brûlage fréquent et à grande échelle des déchets agricoles a également des effets négatifs sur la santé des personnes qui sont exposées au smog toxique par les incendies. Le brûlage à grande échelle de déchets agricoles dans le monde entier entraîne un smog fréquent, en particulier au début de l’automne.

Représentation schématique de la hiérarchie des déchets, une norme de gestion des déchets.

L’Organisation mondiale de la santé (OMS) considère que le smog dû à la combustion de déchets agricoles est l’une des plus importantes sources de pollution de l’air ambiant. Toutes les formes de pollution atmosphérique combinées causent 7 millions de décès par an, dont 650 000 enfants.
Outre l’impact sur la qualité de l’air, le brûlage des déchets agricoles dans les champs a également un impact négatif sur la fertilité des sols, le développement économique et le climat. L’absence de gestion écologique des déchets agricoles entraîne en outre la souffrance des animaux, la pollution de l’eau, le besoin de fertilisants et le déclin de la biodiversité, entre autres.
Selon la hiérarchie des déchets, l’incinération des déchets agricoles pour la production d’énergie (étape D) est une méthode de traitement moins écologique que leur recyclage (étape C) ou leur réutilisation (étape B). De plus, l’incinération pour la production d’énergie ne peut se faire qu’une seule fois, tandis que les biens de consommation (comme le papier fabriqué à partir de déchets agricoles) peuvent être recyclés sept fois. Après cela, on peut éventuellement encore les brûler pour produire de l’énergie, ou même les transformer en biogaz ou en compost par fermentation.
Dans le but de réduire l’impact négatif des déchets agricoles sur la terre, certaines entreprises se sont concentrées sur le développement de nouvelles technologies qui permettent de mettre les déchets agricoles à profit.

## Applications
Plusieurs entreprises dans le monde utilisent les déchets agricoles restants pour fabriquer de nouveaux produits. La réutilisation des déchets agricoles est conforme à l’économie circulaire. Dans l’économie actuelle, on utilise principalement les matières premières primaires ; les déchets agricoles, quant à eux, sont des matières premières secondaires. Ce sont des flux résiduels (déchets) d’une industrie existante qui peuvent servir de matières premières pour de nouvelles applications.

### Papier et carton
Les déchets agricoles sont utilisés comme matière première pour le papier et le carton durables par l’entreprise PaperWise. Les tiges et les feuilles qui restent après la récolte sont transformées en matière première pour le papier et le carton. Avec PaperWise, la cellulose nécessaire au papier est extraite des déchets agricoles. Cela remplace la proportion de fibres de cellulose provenant des arbres, ce qui signifie que ces arbres n’ont pas besoin d’être coupés pour la production de papier, mais qu’on peut les laisser absorber le CO₂ et le transformer en oxygène. Fabriqués à partir de déchets agricoles, ce papier et ce carton répondent à des normes de qualité élevées et sont disponibles, entre autres, comme papier pour l’impression. Ils sont également utilisés pour les emballages durables et les produits de bureau écologiques.

### Huile biosourcée
Vertoro est une spin-off d’un partenariat public-privé entre Brightlands Chemelot Campus, DSM, Chemelot InSciTe, l’université de Maastricht (UM) et l’université de technologie d’Eindhoven (TU/e), qui fabrique de l’huile 100 % biosourcée à partir de déchets agricoles, entre autres, comme alternative au pétrole fossile.

### Cuir
Fruitleather Rotterdam fabrique des sacs à main et des chaussures à base de fruits mis au rebut. Beaucoup de fruits sont jetés, parce que 40 % d’entre eux ne répondent pas aux exigences des chaînes de supermarchés, par exemple un concombre tordu ou une tomate légèrement déformée. Fruitleather Rotterdam a donc développé un processus de production écologique qui transforme les déchets de fruits en un matériau durable semblable au cuir.

### Produits jetables pour la restauration
Eco-Products aux États-Unis vend des produits jetables pour la restauration à base de divers flux de déchets agricoles. Ces produits jetables sont utilisés dans des soirées, des fêtes et tout événement où on ne les utilisera qu’une fois.

### Carburant
En Finlande, l’entreprise commune Suomen Lantakaasu a été créée par le producteur laitier Valio et l’entreprise énergétique St1 pour produire du carburant durable pour les transports, dans une usine de biogaz alimentée par du fumier et des déchets agricoles de Finlande.

### Plastique
PlasticFri est une start-up suédoise qui produit des bio composites durables. La technologie exclusive de la start-up extrait les matériaux fibreux des déchets agricoles et des plantes non comestibles pour créer du plastique écologique. Le matériau de PlasticFri ne contient aucune substance nocive et est entièrement biodégradable.

## Autres avantages de la réutilisation des déchets agricoles
Réutiliser de plus en plus de matériaux comme matières premières pour le processus de production contribue à l’objectif de l’UE d’atteindre une économie circulaire d’ici 2050.
De plus, en collectant les déchets agricoles et en les réutilisant ailleurs, les coûts d’élimination pour les agriculteurs peuvent être réduits.
En outre, les déchets agricoles, horticoles et forestiers peuvent être utilisés comme matériaux de construction pour les bâtiments, les murs antibruit et les ponts. On peut utiliser, par exemple, les tiges des poivrons et des tomates comme matériau isolant pour les maisons et les bureaux.

## Collaborations
Grâce à des collaborations entre les agriculteurs, les éleveurs et l’industrie, les déchets agricoles peuvent être réutilisés efficacement. Un objectif important de l’agriculture circulaire est de réduire au maximum l’importation de matières premières. Utiliser au mieux les flux résiduels rend cela possible. Par exemple, la coopération entre les éleveurs laitiers et les cultivateurs conduit à un échange des flux résiduels de chacun. Le cultivateur reçoit du fumier de l’agriculteur laitier ; en retour, ce dernier reçoit les déchets agricoles résiduels comme fourrage, et les deux en profitent. Après tout, l’éleveur laitier économise ainsi les frais de transport du fumier et obtient en échange un précieux complément à la culture fourragère.

## Sensibilisation
La plupart des agriculteurs des pays en développement ne sont pas conscients des différentes possibilités et considèrent donc le brûlage comme la meilleure option. Par conséquent, des programmes de sensibilisation à grande échelle sont nécessaires pour :
– faire reconnaître les déchets agricoles comme un flux de déchets ;
– éduquer sur les effets néfastes des méthodes de traitement des déchets peu recommandables comme l’incinération et la mise en décharge ;
– éduquer les agriculteurs sur l’existence d’options économiquement viables plus haut dans la hiérarchie des déchets et sur leurs avantages pour eux-mêmes et pour l’environnement.